# Associazione Del Calcio In Vicenza 1904-1905
Questa voce raccoglie le informazioni riguardanti l'Associazione Del Calcio In Vicenza nelle competizioni ufficiali della stagione 1904-1905.

## Stagione
Il Vicenza ha partecipato al Campionato Veneto della Terza Categoria, composta da solo due squadre, in cui vince.

## Organigramma societario
Area direttiva
- Presidente: Antonio Libero Scarpa

Area tecnica
- Allenatore: Antonio Libero Scarpa

## Rosa[1]
| N. |                   | Ruolo | Calciatore       |
| -- | ----------------- | ----- | ---------------- |
|    | Italia (bandiera) | D     | Lauro Bosio      |
|    | Italia (bandiera) | D     | Marino Chiovatti |
|    | Italia (bandiera) | D     | Gino Vallesella  |
|    | Italia (bandiera) |       | A. Cibele        |
|    | Italia (bandiera) |       | Faccio           |
|    | Italia (bandiera) |       | Lorenzoni        |

| N. |                   | Ruolo | Calciatore |
| -- | ----------------- | ----- | ---------- |
|    | Italia (bandiera) |       | Maggian    |
|    | Italia (bandiera) |       | Nodari     |
|    | Italia (bandiera) |       | Oppi       |
|    | Italia (bandiera) |       | N. Pozzan  |
|    | Italia (bandiera) |       | Schenani   |
|    | Italia (bandiera) |       | Tonello    |

## Risultati

### Terza Categoria

#### Finale
| Padova 19 febbraio 1905 Andata        | Ceserano Padova | 1 – 1 | Vicenza |  |
| \| \| \| \| \| ? \| Marcatori \| ? \| |                 |       |         |  |
|                                       |                 |       |         |  |
| ?                                     | Marcatori       | ?     |         |  |

| Vicenza 3 aprile 1905 Ritorno         | Vicenza   | 3 – 1 | Ceserano Padova |  |
| \| \| \| \| \| ? \| Marcatori \| ? \| |           |       |                 |  |
|                                       |           |       |                 |  |
| ?                                     | Marcatori | ?     |                 |  |

## Statistiche

### Statistiche di squadra
| Competizione    | Punti | In casa | In casa | In casa | In casa | In casa | In casa | In trasferta | In trasferta | In trasferta | In trasferta | In trasferta | In trasferta | Totale | Totale | Totale | Totale | Totale | Totale | DR |
| Competizione    | Punti | G       | V       | N       | P       | Gf      | Gs      | G            | V            | N            | P            | Gf           | Gs           | G      | V      | N      | P      | Gf     | Gs     | DR |
| --------------- | ----- | ------- | ------- | ------- | ------- | ------- | ------- | ------------ | ------------ | ------------ | ------------ | ------------ | ------------ | ------ | ------ | ------ | ------ | ------ | ------ | -- |
| Terza Categoria | 3     | 1       | 1       | 0       | 0       | 3       | 1       | 1            | 0            | 1            | 0            | 1            | 1            | 2      | 1      | 1      | 0      | 4      | 2      | +2 |